# Liste der Naturdenkmale in Longkamp
Die Liste der Naturdenkmale in Longkamp nennt die im Gemeindegebiet von Longkamp ausgewiesenen Naturdenkmale (Stand 11. März 2024).

## Ehemalige Naturdenkmale
| Nr. | Bezeichnung     | Lage                                       | Beschreibung                                         | Bild                                    |
| --- | --------------- | ------------------------------------------ | ---------------------------------------------------- | --------------------------------------- |
|     | Pyramidenpappel | Bernkasteler Straße, gegenüber Nr. 28 Lage | Populus nigra 'Italica'; Rechtsverordnung aufgehoben | Direkt Bild zu diesem Denkmal hochladen |